# おはなしドロップ
おはなしドロップシリーズは佼成出版社の幼年童話シリーズ。

## シリーズ
第1期
- まいごのことり - ねじめ正一・作／松成真理子・絵
- いっしょなの - 村山早紀・作／森友紀子・絵
- おでん　おんせんにいく - 中川ひろたか・作／長谷川義史・絵
- ナニカのたね - 正道かほる・作／堀川理万子・絵
- ずんたたくん - 戸田和代・作／石倉ヒロユキ・絵
- レイジーちゃんのおたんじょうび - 二宮由紀子・作／かわかみたかこ・絵
- ゆめみるダンゴムシ - 阿部夏丸・作／山口達也・絵
- ハキちゃんの「はっぴょうします」 - 薫くみこ・作／つちだのぶこ・絵
- バスとロケット - 魚住直子・作／横川ジョアンナ・絵
- ふりかけの神さま - 令丈ヒロ子・作／わたなべあや・絵

第2期
- とびきりのおくりもの - 仁科幸子・作
- おにいちゃん - 後藤竜二・作／小泉るみ子・絵
- チョコレートのまち - 深見春男・作
- 青い風 - 市川宣子・作／狩野富貴子・絵
- おばけのゆびきり - 那須正幹・作／はたこうしろう・絵